# Franco Fornari
Franco Fornari (Rivergaro, 18 aprile 1921 – Milano, 20 maggio 1985) è stato uno psicoanalista e medico italiano.

## Biografia
Nasce a Niviano, frazione del comune di Rivergaro (circa 20 chilometri a sud di Piacenza).
Si laurea in Medicina e chirurgia e si specializza in Neuropsichiatria alla Statale di Milano. Si interessa di psicoanalisi e sotto la guida di Cesare Musatti (di cui fu il primo allievo analista) diventa analista membro della Società Psicoanalitica Italiana e della Società Psicoanalitica Internazionale. Sposa la collega Bianca Fornari.
Negli anni sessanta si occupa di polemologia e fonda prima il "Gruppo anti-H" e poi l'Istituto italiano di Polemologia (ISTIP).
Dal 1962 è docente universitario di Psicologia dell'età evolutiva alla Scuola di specializzazione in Psichiatria e Psicologia dell'Università di Milano, ottiene nel 1968 l'incarico di Psicologia dinamica, prima cattedra di psicoanalisi in Italia, presso la facoltà di Sociologia di Trento, università che, come affermerà, sceglie anche perché "stimolato dal trovarsi con giovani che volevano impegnarsi nel sociale", in quanto la docenza traeva per lui significato dal "centrare l'insegnamento in una motivazione etica" nel 1972, diventerà infine direttore dell'Istituto di Psicologia della Statale di Milano.
Dal 1973 al 1978 è presidente della Società Psicoanalitica Italiana e direttore della Rivista di psicoanalisi. Qui fonda l'istituto di analisi dei codici affettivi "Minotauro". Muore per infarto il 20 maggio 1985. A lui è intitolata la Biblioteca del Centro Milanese di Psicoanalisi "Cesare Musatti", di cui fu socio attivo e presidente, sita in via Corridoni 38 a Milano.
Cesare Musatti, in una intervista al "Corriere della Sera" lo ricordava così:
- "Fu il mio primo allievo alla fine della guerra, quando a Milano si incominciava a parlare di psicoanalisi. Poi, intorno a lui, si erano raggruppati numerosi miei allievi, tutti quelli che gravitavano intorno al Centro milanese psicoanalitico"
- "Era un allievo che poi si era ribellato. Io ero più conservatore, ero più anziano, ho novanta anni, lui era più giovane. Io, di fronte a molti sviluppi della psicanalisi, ero molto più sospettoso di Fornari, certo perché ero più vecchio. C'era un po' la distanza, sul piano scientifico, che ci poteva essere tra Carlo Marx e Berlinguer, se è permessa una battuta"
- [Gli sviluppi della psicanalisi su cui Fornari ha influito]... "sono stati di vario genere. È un uomo che ha proposto teorie nuove, dottrine nuove. Per esempio, ha insistito sulla tendenza dei giovani analisti di far risalire la formazione della personalità ai primissimi momenti, quando si è ancora nel grembo materno"
- [Più che un innovatore]... "era un fondatore non di una teoria nuova ma di una teoria ammodernata. Faceva parte della Società psicoanalitica, rientrava nei canoni tradizionali ma con idee nuove e con i suoi allievi"
- [Nelle scelte politiche] "era un laico moderno, io sono più a sinistra, ma per motivi personali"

## Attività scientifica
Il suo insegnamento e le sue ricerche hanno mutato la storia della psicologia in Italia, rompendo la tradizionale separazione che ha caratterizzato in Italia il rapporto fra psicologia e psicoanalisi, fra sperimentazione e clinica. Allievo di Cesare Musatti, presidente della "Società psicoanalitica italiana", Franco Fornari esordì introducendo in Italia il pensiero e le idee di Melanie Klein. I suoi primi scritti approfondiscono la dimensione psicotica originaria dell'uomo sia in riferimento allo sviluppo psichico (La vita affettiva originaria del bambino, 1963), sia riguardo al trattamento della schizofrenia e della depressione, la dinamica dei gruppi e la conflittualità sociale (Nuovi orientamenti nella psicoanalisi, 1966).
La convinzione kleniana di Fornari raggiunge il suo apice nelle esemplari ricerche sulla guerra (Psicoanalisi della guerra atomica, 1964; Psicoanalisi della guerra, 1966; Dissacrazione della guerra, 1969; Psicoanalisi della situazione atomica, 1970): la guerra originerebbe dalla proiezione all'esterno di un pericolo interno e dalla negazione e alienazione della morte in un'entità esterna persecutrice, che occorre distruggere per poter sopravvivere.
Il successivo indirizzo di ricerca ebbe come tema la sessualità in relazione ai processi di simbolizzazione affettiva. In Genitalità e cultura (1975) Fornari riconsidera il concetto di perversione, ponendo la cultura come antitetica non alla sessualità, come aveva sostenuto Freud, ma alla pregenitalità, che si costituirebbe sulla base di un difetto di simbolizzazione di natura infantile e sul primato degli impulsi distruttivi nel comportamento.
Fornari rivisita inoltre le teorie psicoanalitiche in termini cognitivi, gettando le basi di una vera e propria antropologia psicoanalitica, utilizzabile anche da non psicoanalisti. La teoria dei codici affettivi «coinema» (gr.: κοινός, Koinòs cioè comune) la cui unità minima di significazione affettiva, il coinema, unisce gli affetti ai codici linguistici presiedendo alle varie forme di comunicazione, è proposta da Fornari come strumento e procedura metodologica, che consentirebbe di applicare la psicoanalisi a una vasta gamma di fenomeni culturali (parole, immagini, comportamenti).

### Fornari e la polemologia
Franco Fornari si occupò in modo specifico degli aspetti psicoanalitici della guerra. Secondo il suo pensiero la guerra è una elaborazione paranoide o proiettiva del lutto (Fornari 1975). Gli stati svolgono un ruolo inconscio di tipo materno nei confronti dei propri cittadini. La guerra e la violenza nascono e si sviluppano dal nostro bisogno di amore: dal nostro desiderio di preservare e difendere l'oggetto sacro al quale siamo affettivamente attaccati, in particolare la madre e la fusione con essa. Per gli adulti, le nazioni sono oggetti sacri che generano la guerra. Il sacrificio è l'essenza della guerra: esso si traduce nella disponibilità degli esseri umani a morire per la patria offrendo ad essa i loro corpi. Fornari chiamò la guerra "la realizzazione spettacolare di una situazione umana generale in cui la morte assume un valore assoluto" nella certezza che le idee per cui moriamo sono vere e per questo la "morte diventa un processo dimostrativo".

## Opere
- Franco Fornari, Lezioni introduttive alla lettura della Repubblica di Platone, Collana: Unicopli universitaria, 85, Milano, Edizioni Unicopli, 1980,  p. 281.
- Franco Fornari, Principio del piacere e principio di realtà del fenomeno beat, Milano, Centro studi lombardo comunità europee, 1968,  p. 22.
- Franco Fornari, Psicoanalisi della guerra, Collana: Universale economica, 608, 3ª ed., Milano, Feltrinelli, 1988,  p. 215, ISBN 88-07-80608-8.
- (FR) Franco Fornari, La psychanalyse de la guerre: la reduction a l'Inconscient du phenomene guerre..., In testa al frontale: Vingt-cinquieme congres des psychanalystes de langues romanes, Parigi, Presses Universitaires de France (PUF), 1964,  p. 128.
- (EN) Franco Fornari, Psychoanalysis of war, Traduzione dall'italiano di Alenka Pfeifer, Garden City, New York, Anchor, 1974,  pp. 284, ISBN 0-385-04347-3.
- Franco Fornari, La malattia dell'Europa: saggio di psicopolitica sulla struttura diabolica del potere segreto, Collana: I nuovi testi; 244, Milano, Feltrinelli, 1981,  p. 210.
- Franco Fornari, Laura Frontori, Cristina Riva Crugnola, Psicoanalisi in ospedale: nascita e affetti nell'istituzione, Collana di psicologia clinica e psicoterapia, 9, Milano, Raffaello Cortina Editore, 1985,  p. 160, ISBN 88-7078-050-3.
- Franco Fornari, Affetti e cancro, Collana di psicologia clinica e psicoterapia, 10, Milano, Raffaello Cortina Editore, 1985,  p. 265, ISBN 88-7078-047-3.
- Franco Fornari, Psicoanalisi della situazione atomica, Collana: Saggi Rizzoli, Milano, Rizzoli, 1970,  p. 338.
- Franco Fornari, Psicoanalisi della guerra atomica, Collana: Saggi di cultura contemporanea, 44, Milano, Edizioni di Comunità, 1964,  p. 242.
- Franco Fornari, La vita affettiva originaria del bambino, Collana: Biblioteca di psichiatria e di psicologia clinica, 9, 13ª ed. riveduta e ampliata, Milano, Feltrinelli, 1988, ISBN 88-07-60009-9.
- Franco Fornari, Carmen adorata: psicoanalisi della donna demoniaca, Collana: Il cammeo, 97, Milano, Longanesi,  p. 172, ISBN 88-304-0537-X.
- Franco Fornari, Genitalità e cultura, Collana: Biblioteca di psichiatria e di psicologia clinica, 34, 4ª ed., Milano, Feltrinelli, 1983,  p. 240, ISBN 88-07-60034-X.
- Franco Fornari, Bianca Fornari, Psicoanalisi e ricerca letteraria, Milano, Principato, 1974,  p. 490.
- Franco Fornari, Simbolo e codice: dal processo psicoanalitico all'analisi istituzionale, Collana: I fatti e le idee, 324, 2ª ed., Milano, Feltrinelli, 1981,  p. 298.
- Franco Fornari, Dissacrazione della guerra: dal pacifismo alla scienza dei conflitti, Sotto gli auspici dell'ISTIP (ISTituto Italiano di Polemologia); collana: I fatti e le idee, 191, Milano, Feltrinelli, 1969,  p. 302.
- Franco Fornari, Dalla Traumdeutung all'analisi coinemica, Milano, Unicopli, 1977,  p. 216.
- Franco Fornari, I sogni delle madri in gravidanza: le strutture affettive del codice materno, Collana: Materiali universitari. Psicologia, 1, Milano, Unicopli, 1981,  p. 197.
- Franco Fornari, Affetti e cancro, Collana di psicologia clinica e psicoterapia, 10, Milano, Cortina, 1985,  p. 265, ISBN 88-7078-047-3.
- Franco Fornari, La riscoperta dell'anima, Collana: Biblioteca di cultura moderna, 897, 2ª ed., Roma, Bari, Laterza, 1985,  p. 200, ISBN 88-420-2392-2.
- Franco Fornari, Psicoanalisi e cultura di pace: antologia di scritti sulla guerra e la pace, Introduzione e cura di Graziella Magherini; collana: Uomo planetario, 11, S. Domenico di Fiesole, Cultura della Pace, 1992, ISBN 88-09-00717-4.
- Franco Fornari, Seminari al Copernico, Presentazione di Myriam Fusini Doddoli; collana: Biblioteca dei Quaderni di psicoterapia infantile, Roma, Edizioni Borla, 1987,  p. 283, ISBN 88-263-0583-8.
- Franco Fornari, Nuovi orientamenti nella psicoanalisi, Collana: Biblioteca di psichiatria e di psicologia clinica, 14, Milano, Feltrinelli, 1979,  p. 354.
- Franco Fornari, La vita affettiva originaria del bambino, Collana: Biblioteca di psichiatria e di psicologia clinica, 2, 11ª ed., Milano, Feltrinelli, 1982,  p. 238.
- Franco Fornari, Franco Basaglia, La violenza, a cura di Graziella Controzzi e Gian Piero Dell'Acqua, Collana: Documenti e interventi, Firenze, Vallecchi, 1978,  p. 104.
- Franco Fornari, et al., La violenza dei cristiani, Collana: Prospettive, Assisi, Cittadella, 1972,  p. 180.
- Franco Fornari, Angelo a capofitto, Collana: La scala, Milano, Rizzoli, 1969,  p. 258.
- Franco Fornari, Ada Burrone, La terapia degli affetti, 1980-1998, Collana: Attivecomeprima, 14, Milano, F. Angeli, 1999,  p. 41.
- Franco Fornari, Quattro saggi per crescere, a cura di Corinna Cristiani, Collana: Oggetti ritrovati, 2, Milano, Unicopli, 1997,  p. 136, ISBN 88-400-0451-3.
- Franco Fornari, Le strutture affettive del significato: ipotesi per una struttura immaginaria del dominio (o del potere), Milano, Libreria Cortina, 1978,  p. 157.
- Franco Fornari, Il collettivo e le strutture affettive del Principe di Machiavelli, Collana: Materiali universitari. Psicologia, Milano, Unicopli, 1981,  p. 348, ISBN 88-7061-128-0.
- Franco Fornari, Psicoanalisi della musica, Collana: Il cammeo, 66, Milano, Longanesi, 1984,  p. 194.
- Franco Fornari, Coinema e icona: nuova proposta per la psicoanalisi dell'arte, Introduzione di Filiberto Menna; collana: La cultura. Biblioteca di scienze dell'uomo, 32, Milano, Il saggiatore, 1979,  p. 203.
- Franco Fornari, La lezione freudiana: Per una nuova psicoanalisi, Collana: Biblioteca di psichiatria e di psicologia clinica, 74, 3ª ed., Milano, Feltrinelli, 1989,  p. 252, ISBN 88-07-60074-9.
- Franco Fornari, I fondamenti di una teoria psicoanalitica del linguaggio, Torino, Boringhieri, 1979,  p. 391.
- Franco Fornari, Il Minotauro: psicoanalisi dell'ideologia, Collana: Saggi Rizzoli, Milano, Rizzoli, 1977,  p. 188.
- Franco Fornari, Scritti scelti, Raffaello Cortina Editore, Milano, 2011.